# Cử tạ tại Đại hội Thể thao châu Á 2018
Cử tạ tại Đại hội Thể thao châu Á 2018 sẽ được tổ chức tại Sảnh A Triển lãm quốc tế Jakarta, Jakarta, Indonesia từ ngày 20 đến ngày 27 tháng 8 năm 2018.

## Các nội dung thi đấu
15 bộ huy chương đã được trao trong các nội dung thi đấu sau đây:
| - 56 kg nam - 62 kg nam - 69 kg nam - 77 kg nam - 85 kg nam - 94 kg nam - 105 kg nam - +105 kg nam |  | - 48 kg nữ - 53 kg nữ - 58 kg nữ - 63 kg nữ - 69 kg nữ - 75 kg nữ - +75 kg nữ |

## Lịch thi đấu
Tất cả thời gian là giờ chuẩn Tây Indonesia địa phương (UTC+7).
| F | Chung kết |

| Nam         |   |   |   |   |   |   |   |   |
| 56 kg nam   | F |   |   |   |   |   |   |   |
| 62 kg nam   |   | F |   |   |   |   |   |   |
| 69 kg nam   |   |   | F |   |   |   |   |   |
| 77 kg nam   |   |   |   | F |   |   |   |   |
| 85 kg nam   |   |   |   |   | F |   |   |   |
| 94 kg nam   |   |   |   |   |   | F |   |   |
| 105 kg nam  |   |   |   |   |   |   | F |   |
| +105 kg nam |   |   |   |   |   |   |   | F |
| Nữ          |   |   |   |   |   |   |   |   |
| 48 kg nữ    | F |   |   |   |   |   |   |   |
| 53 kg nữ    |   | F |   |   |   |   |   |   |
| 58 kg nữ    |   |   |   | F |   |   |   |   |
| 63 kg nữ    |   |   |   |   | F |   |   |   |
| 69 kg nữ    |   |   |   |   |   | F |   |   |
| 75 kg nữ    |   |   |   |   |   |   | F |   |
| +75 kg nữ   |   |   |   |   |   |   |   | F |

## Các quốc gia đang tham dự
- Afghanistan (3)
- Bangladesh (1)
- Brunei (1)
- Trung Quốc (15)
- Ấn Độ (5)
- Indonesia (13)
- Iran (8)
- Iraq (7)
- Nhật Bản (15)
- CHDCND Triều Tiên (13)
- Hàn Quốc (19)
- Kyrgyzstan (7)
- Lào (2)
- Liban (1)
- Mông Cổ (2)
- Nepal (4)
- Oman (3)
- Pakistan (4)
- Palestine (4)
- Philippines (7)
- Qatar (1)
- Ả Rập Xê Út (7)
- Sri Lanka (4)
- Syria (3)
- Đài Bắc Trung Hoa (11)
- Tajikistan (1)
- Thái Lan (15)
- Đông Timor (4)
- Turkmenistan (6)
- UAE (2)
- Uzbekistan (13)
- Việt Nam (6)

## Tóm tắt huy chương

### Bảng huy chương
| 1         | CHDCND Triều Tiên | 8  | 1  | 1  | 10 |
| 2         | Iran              | 2  | 1  | 1  | 4  |
| 3         | Uzbekistan        | 1  | 2  | 2  | 5  |
| 4         | Indonesia         | 1  | 1  | 1  | 3  |
| 5         | Đài Bắc Trung Hoa | 1  | 1  | 0  | 2  |
| 5         | Iraq              | 1  | 1  | 0  | 2  |
| 7         | Philippines       | 1  | 0  | 0  | 1  |
| 8         | Hàn Quốc          | 0  | 3  | 2  | 5  |
| 9         | Việt Nam          | 0  | 2  | 0  | 2  |
| 10        | Thái Lan          | 0  | 1  | 6  | 7  |
| 11        | Qatar             | 0  | 1  | 0  | 1  |
| 11        | Turkmenistan      | 0  | 1  | 0  | 1  |
| 13        | Nhật Bản          | 0  | 0  | 1  | 1  |
| 13        | Kyrgyzstan        | 0  | 0  | 1  | 1  |
| Tổng cộng | Tổng cộng         | 15 | 15 | 15 | 45 |

### Danh sách huy chương

#### Nội dung nam
| Nội dung | Vàng                            | Bạc                         | Đồng                                   |
| -------- | ------------------------------- | --------------------------- | -------------------------------------- |
| 56 kg    | Om Yun-chol · CHDCND Triều Tiên | Thạch Kim Tuấn · Việt Nam   | Surahmat Bin Suwoto Wijoyo · Indonesia |
| 62 kg    | Eko Yuli Irawan · Indonesia     | Trịnh Văn Vinh · Việt Nam   | Adkhamjon Ergashev · Uzbekistan        |
| 69 kg    | O Kang-chol · CHDCND Triều Tiên | Doston Yokubov · Uzbekistan | Izzat Artykov · Kyrgyzstan             |
| 77 kg    | Choe Jon-wi · CHDCND Triều Tiên | Kim Woo-jae · Hàn Quốc      | Chatuphum Chinnawong · Thái Lan        |
| 85 kg    | Safaa Rashed al-Jumaili · Iraq  | Jang Yeon-hak · Hàn Quốc    | Jon Myong-song · CHDCND Triều Tiên     |
| 94 kg    | Sohrab Moradi · Iran            | Faris Ibrahim · Qatar       | Sarat Sumpradit · Thái Lan             |
| 105 kg   | Ruslan Nurudinov · Uzbekistan   | Salwan Jassim · Iraq        | Ali Hashemi · Iran                     |
| +105 kg  | Behdad Salimi · Iran            | Saeid Alihosseini · Iran    | Rustam Djangabaev · Uzbekistan         |

#### Nội dung nữ
| Nội dung | Vàng                                | Bạc                                | Đồng                           |
| -------- | ----------------------------------- | ---------------------------------- | ------------------------------ |
| 48 kg    | Ri Song-gum · CHDCND Triều Tiên     | Sri Wahyuni Agustiani · Indonesia  | Thunya Sukcharoen · Thái Lan   |
| 53 kg    | Hidilyn Diaz · Philippines          | Kristina Shermetova · Turkmenistan | Surodchana Khambao · Thái Lan  |
| 58 kg    | Quách Đình Xuân · Đài Bắc Trung Hoa | Sukanya Srisurat · Thái Lan        | Ando Mikiko · Nhật Bản         |
| 63 kg    | Kim Hyo-sim · CHDCND Triều Tiên     | Choe Hyo-sim · CHDCND Triều Tiên   | Rattanawan Wamalun · Thái Lan  |
| 69 kg    | Rim Un-sim · CHDCND Triều Tiên      | Hoàng Văn Đình · Đài Bắc Trung Hoa | Mun Yu-ra · Hàn Quốc           |
| 75 kg    | Rim Jong-sim · CHDCND Triều Tiên    | Omadoy Otakuziyeva · Uzbekistan    | Mun Min-hee · Hàn Quốc         |
| +75 kg   | Kim Kuk-hyang · CHDCND Triều Tiên   | Son Young-hee · Hàn Quốc           | Chaidee Duangaksorn · Thái Lan |